# マーク・ウエスト
マーク・ウエスト(Mark Andre West, 1960年11月5日 - ) はアメリカ合衆国バージニア州ピーターズバーグ出身の元バスケットボール選手。NBAで7チームで17シーズンに亘ってプレー。フェニックス・サンズでアシスタントコーチを務めていた。

## 経歴
オールドドミニオン大学から1983年のNBAドラフトでダラス・マーベリックスに指名され入団。その後ミルウォーキー・バックス、クリーブランド・キャバリアーズ、フェニックス・サンズ、デトロイト・ピストンズ、インディアナ・ペイサーズ、アトランタ・ホークスで17シーズンにわたってプレーし、レギュラーシーズンで1,090試合、プレーオフで95試合に出場している。最も永くプレーしたフェニックス・サンズで、2013年から2017年にかけてアシスタントコーチを務めた。

## 成績
NBAで1,090試合に出場し、6,259得点、5,347リバウンド、1,403ブロックの成績を残した。フィールドゴール成功率58％はアーティス・ギルモア、シャキール・オニールに次ぐ歴代3位の成績である。